# Антраниловая кислота
Антраниловая кислота (лат. Acidum anthranilicum) — ароматическая аминокислота.
Производные антраниловой кислоты применяются в производстве красителей и синтетических душистых веществ.

## Физические свойства
При нормальных условиях антраниловая кислота представляет собой бесцветные кристаллы; температура плавления 145 °C; возгоняется.
Растворимость (г в 100 г растворителя): в воде — 0,35 (14 °C), 90%-ном этаноле — 10,7 (9,6 °C), бензоле — 1,8 (12 °C), также, хорошо растворима в горячих хлороформе, этаноле, пиридине.
Соли антраниловой кислоты с щелочными металлами, а также минеральными кислотами хорошо растворимы в воде; растворы обладают голубой флуоресценцией.
Нижний концентрационный предел воспламенения 44 г/м3, температура воспламенения 100 °C.

## Химические свойства
Антраниловая кислота обладает амфотерными свойствами (lgK1 = 5 , lgK2= 12).
При перегонке антраниловой кислоты декарбоксилируется до анилина:
{\displaystyle {\ce {C6H4(NH2)COOH -> C6H5NH2 + CO2}}}
Она образует с Cd, Со, Cu (II), Ni, Zn, Pb и Hg в уксуснокислых растворах (рН 2,5—5) внутрикомплексные малорастворимые соединения, которые используются для гравиметрического определения перечисленных элементов.
Диазотирование антраниловой кислоты приводит к о-диазобензойной кислоте (является внутренней солью), которая при УФ-облучении образует дегидробензол.

## Качественные реакции
Цветные реакции для антраниловой кислоты:
С солями Cu(II) в уксуснокислой среде образует ярко-зелёный осадок (мета-аминобензойная кислота дает голубое окрашивание); в отличие от мета- и пара-аминобензойных кислот, при сплавлении с небольшим избытком SnCl4 и обработке охлажденного плава водным раствором спирта появляется фуксино-красная окраска.

## Получение

### Промышленные методы получения
Антранилат натрия получают действием водного раствора NH3 на фталевый ангидрид (рН 7,5—8,5; 40 °C) и последующим взаимодействием полученной натриевой соли фталаминовой кислоты с раствором гипохлорита натрия при 60 °C (расщепление по Гофману). На полученную соль воздействуют разбавленной соляной кислотой, в результате чего получается антраниловая кислота:
.

### Лабораторные методы синтеза
Первоначально получают фталимид, действуя на фталевый ангидрид мочевиной с выделением воды. Реакция происходит при 130—135 °C и постепенным поднятием до 160 °C.
Следующей стадией получения антраниловой кислоты является воздействие на фталимид гидроксидом натрия и бромом, а после — нейтрализуют раствор соляной кислотой осаждают антранилат натрия ледяной уксусной кислотой.

## Применение
Антраниловая кислота является промежуточным продуктом при синтезе индиго и других азокрасителей. Производные применяют в производстве азокрасителей и душистых веществ. Для парфюмерии наиболее важны эфиры — метилантранилат (R = CH3) и этилантранилат (R = С2Н5) имеющие запах цветов апельсинового дерева.
Антраниловой кислотой при рафинации хлопкового масла высаживают токсичный полифенол госсипол, присутствие которого препятствует употреблению данного масла в пищу.